# Ermita de Sant Josep (la Jana)
L'ermita de Sant Josep, coneguda també com a ermita de Sant Josep del Carrascal, a La Jana és un edifici religiós catòlic, actualment sense culte, que es localitza en el mateix nucli poblacional de la comarca del Baix Maestrat. Està catalogada com Bé de rellevància local, amb la categoria de Monument d'interès local, i codi: 12.03.070-006; de manera genèrica i segons la Disposició Addicional Cinquena de la Llei 5/2007, de 9 de febrer, de la Generalitat, de modificació de la Llei 4/1998, d'11 de juny, del Patrimoni Cultural Valencià (DOCV Núm. 5.449 / 13/02/2007).

## Història
L'ermita data de l'any 1587 i en l'actualitat està abandonada, la qual cosa repercuteix directament en el seu estat ruïnós. S'està tramitant un projecte de restauració que ajudaria a la recuperació del monument.

## Descripció
Es tracta d'un edifici amb planta de nau única amb tres crugies (dos cossos i presbiteri), separades per dos arcs nervats que no presenten contraforts. La coberta en volta de creueria amb nervis recolzats sobre mènsules incrustades en els murs.
La coberta exterior és a dues aigües i rematada en teula, i presenta espadanya en el lateral esquerre de la façana (amb buit per a una sola campana, que actualment està buit), la qual com a decoració presenta, a més de la porta dovelada en forma d'arc de mig punt, amb un escut sobre ella i una finestra en forma d'espitllera.

## Festivitat
Quan l'ermita estava en ús i tenia culte, se solia realitzar un romiatge després de la Pasqua de resurrecció, però la festivitat es va abandonar al mateix temps que es deixava d'utilitzar parteixi el culte l'ermita, raó per la qual actualment ja no es duu a terme.